# Obere Lachte, Kainbach, Jafelbach
Die Obere Lachte, Kainbach, Jafelbach ist ein Naturschutzgebiet in den niedersächsischen Gemeinden Steinhorst, Dedelstorf und Sprakensehl in der Samtgemeinde Hankensbüttel und in der Gemeinde Groß Oesingen in der Samtgemeinde Wesendorf im Landkreis Gifhorn.
Das Naturschutzgebiet mit dem Kennzeichen NSG BR 098 ist 1090 Hektar groß. Es ist zu einem großen Teil Bestandteil des FFH-Gebiets „Lutter, Lachte, Aschau (mit einigen Nebenbächen)“. Im Südwesten grenzt es an das Naturschutzgebiet „Lachte“.

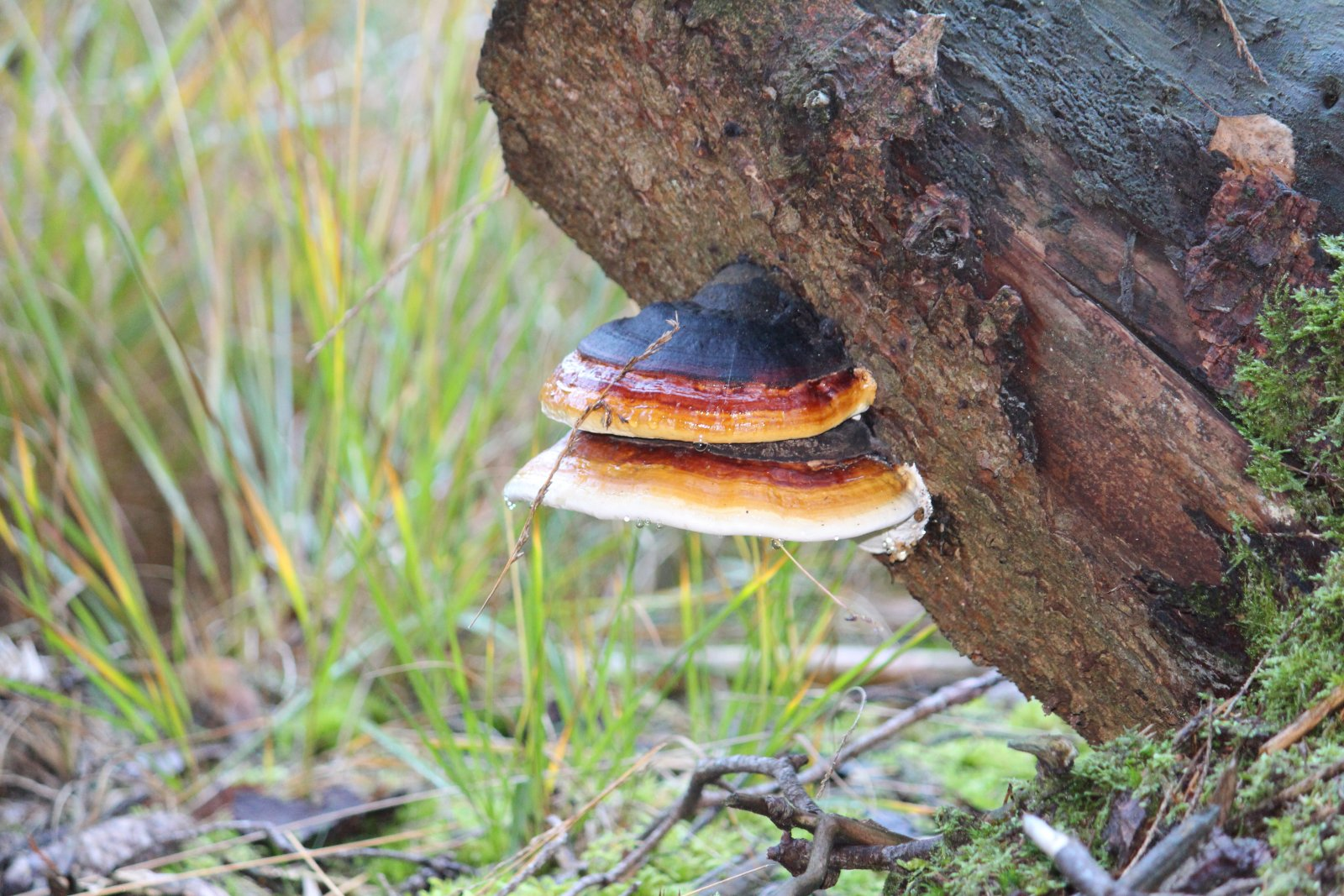
Ein Baumpilz im Naturschutzgebiet Obere Lachte, Kainbach, Jafelbach

Das Naturschutzgebiet liegt zwischen Groß Oesingen, Steinhorst und Sprakensehl. Es stellt den Oberlauf der Lachte, den Kainbach und den Jafelbach mit einigen Quellbächen sowie deren Talräume und teilweise die umgebenden Hangbereiche unter Schutz. Bei den Fluss- und Bachläufen handelt es sich um streckenweise naturnahe Fließgewässer. Lachte und Kainbach sind dabei meist deutlich in die Landschaft eingeschnitten. Sie werden in den Hangbereichen überwiegend von Wäldern begleitet. In den Tallagen sind auch offene Bereiche sowie Bruchwälder zu finden. Entlang des Kainbachs, der oberhalb von Steinhorst in die Lachte mündet, befinden sich vielfach Grünlandflächen sowie mehrere Teiche. In Steinhorst ist das Naturschutzgebiet auf die Lachte beschränkt, unterhalb von Steinhorst schließt es die umliegenden Flächen wieder mit ein.
Im Bereich des Jafelbachs, der unterhalb von Steinhorst in die Lachte mündet, ist das Naturschutzgebiet recht deutlich verzweigt, da auch Quellbäche des Jafelbachs und vermoorte Geländebereiche in das Naturschutzgebiet einbezogen sind. Diese Bereiche sind ebenfalls vielfach bewaldet, es sind aber auch größere Grünlandbereiche zu finden. Daneben befinden sich hier auch an mehreren Stellen Teiche. Vor allem im Bereich des Jafelbachs wird der Wald sich selbst überlassen.
Ein Teil des Naturschutzgebietes östlich von Steinhorst wird von der Trasse der Kleinbahn Celle–Wittingen tangiert, ein mehrere hundert Meter langes Stück der Trasse verläuft auch durch das Schutzgebiet. Im Osten verläuft die B 4 ein Stück lang durch das Naturschutzgebiet bzw. begrenzt es.
Das Gebiet steht seit dem 3. Januar 1997 unter Naturschutz. Zuständige untere Naturschutzbehörde ist der Landkreis Gifhorn.